# لوني برايس
لوني برايس (بالإنجليزية: Lonny Price)‏ (و. 1959  م) هو كاتب سيناريو، وكاتب مسرحي، ومنتج أفلام، وممثل تلفزي، وممثل أفلام، ومخرج مسرحي، ومخرج أفلام، وواضع كلمات الأوبرا، وممثل مسرحي أمريكي، ولد في نيويورك.

## التعليم
تعلم في ثانوية فيوريلو هـ. لاغوارديا ‏
.

## جوائز
حصل على جوائز منها:

جائزة المسرح العالمي (1980)

## وصلات خارجية
- لوني برايس على موقع IMDb (الإنجليزية)
- لوني برايس على موقع ألو سيني (الفرنسية)
- لوني برايس على موقع ميوزك برينز (الإنجليزية)
- لوني برايس على موقع أول موفي (الإنجليزية)
- لوني برايس على موقع قاعدة بيانات برودواي على الإنترنت (الإنجليزية)
- لوني برايس على موقع قاعدة بيانات الأفلام السويدية (السويدية)
- لوني برايس على موقع قاعدة بيانات الفيلم (الإنجليزية)
- لوني برايس على موقع كينوبويسك (الروسية)